# Klimat polarny
Klimat polarny – najsurowszy klimat na kuli ziemskiej, głównie ze względu na niskie temperatury powietrza – w środkowej części Antarktydy (półkula południowa) przeciętna temperatura w zimie wynosi ok. – 60 °C do – 70 °C, w lecie nieco cieplej od – 30 °C do – 50 °C. Najcieplejszym obszarem jest wybrzeże, szczególnie okolice Półwyspu Antarktycznego – styczeń przeciętnie + 1 °C. Poza tym klimat polarny charakteryzują silne wiatry i burze śnieżne.
Natomiast klimat Arktyki (półkula północna) jest zróżnicowany, ponieważ zależy od szerokości geograficznej oraz położenia względem dużych zbiorników wodnych. Najniższą temperaturę powietrza odnotowano na terenie Jukonu, w Jakucji i Grenlandii i wynosiła ona – 70 °C. Najwyższe arktyczne temperatury średnie spotyka się na Arktyce morskiej, a więc na Aleutach, Islandii i północy Europy.
Klimat polarny znajduje się w jednej z głównych stref klimatycznych - w klimacie okołobiegunowym, obejmującym dwa typy klimatów:
- polarny (biegunowy) - Antarktyda, Grenlandia, wyspy Arktyki, północne krańce Syberii (według podziału Okołowicza).
- subpolarny (podbiegunowy) - północna Syberia, północna Kanada, Alaska, a na południowej półkuli wyspy subantarktyczne, np.: Wyspy Kerguelena, Wyspa Heard i Wyspa Bouveta.

Klimaty obszarów okołobiegunowych są kształtowane pod wpływem dużych różnic w warunkach oświetlenia podczas długiego dnia polarnego i nocy polarnej. Głównymi cechami tych klimatów są długie zimy, podczas których dominują niskie temperatury oraz krótkie lata. Pomiędzy poszczególnymi obszarami występują jednak pewne różnice, wynikające z wielkości obszaru (np. w dwóch miejscach na Grenlandii oddalonych zaledwie o 8° szerokości geograficznej można zauważyć aż do 14 °C różnicy, jeśli chodzi o średnie temperatury). W klimacie polarnym opady są bardzo rzadkie, wilgotność względna bardzo niska, a wiatr wieje z dużą intensywnością dochodzącą do 97 km/h.